# Melpo Axioti
Œuvres principales
- Nuits Difficiles (Roman, 1937)
- République Bastille (Roman, 2016)
- Ma Maison (Roman, 1965)
- Vingtième siècle (Roman, 1946)

Melpo Axioti (en grec moderne : Μέλπω Αξιώτη) est une écrivaine grecque, née le 15 juillet 1905 à Athènes et morte dans cette même ville le 22 mai 1973, qui a écrit une partie de son œuvre en démotique, et une autre en français.
D'obédience marxiste, Melpo Axioti est contrainte de fuir la Grèce pendant la guerre civile pour préserver sa sécurité et s'installe en France, puis en RDA. Elle n'est revenue en Grèce qu'en 1964. 
Elle est l'auteure de romans, divers récits et poèmes pour la plupart rédigés pendant ses années d'exil.        

## Biographie
Melpo Axioti est amenée quarante jours après sa naissance à Athènes sur l'île de Mykonos par son père Georgios Axiotis compositeur-interprète. Sa mère quitte la famille Axioti peu après ce déménagement. Les souvenirs des paysages de son enfance sur cette île constitueront d'ailleurs la matière de son œuvre en prose Ma Maison (To spiti mou) écrite en 1965 et publiée à titre posthume en 1986. Entre 1918 et 1922, elle est pensionnaire d'une école tenue par des Ursulines sur l'île de Tinos. Fille de la bourgeoisie Mykoniote, Melpo Axioti n'a pas hérité cependant d'un patrimoine suffisant pour lui permettre de s'adonner entièrement à l'écriture et elle a exercé tour à tour les métiers de couturière et de traductrice. Elle s'installe à Athènes en 1930 et s'introduit dans les cercles littéraires de la capitale qui adhèrent au mouvement surréaliste. Elle fait paraître ses premiers écrits, des nouvelles, dans les pages du magazine Mykoniatika Chronika.
Vingtième siècle (Eikostos aionas) qui relate ces luttes sous une forme épique inspirée du réalisme socialiste paraît en Grèce en 1946. Nuits difficiles (Dyskoles nychtes) est publié deux ans plus tard, en 1939, et lui vaut le premier prix du Women Association for letters and arts. Adhérente depuis 1936 au KKE (parti communiste de Grèce) Melpo Axioti prend part à la résistance contre l'occupant nazi dans les rangs de l'EAM.
La coalition de droite qui arrive au pouvoir appuyée par les Britanniques en 1944 traite les mouvements de résistance communistes et socialistes en ennemis et privent leurs combattants de la nationalité grecque. En mars 1947, comme d'autres écrivains de la même mouvance (Cornelius Castoriadis, Kostas Axelos), Melpo Axioti profite d'une bourse accordée par le gouvernement français aux intellectuels qui se sont illustrés dans la Résistance grecque à l'occupation allemande pour quitter le territoire et s'installer en France. Aragon supervise la traduction française de Vingtième siècle à la Bibliothèque française qui dépend alors du PCF et promet à Melpo Axioti d'éditer son prochain livre. République-Bastille, directement écrit en français, ne sera cependant pas publié du vivant de l'auteure, cette dernière ayant du quitter le territoire français avant qu'il soit achevé. Durant son séjour parisien, Melpo Axioti est chargée par le KKE de sensibiliser les écrivains français à la cause des partisans grecs en lutte contre les nationalistes et leurs alliés. Son tempérament réservé ne lui permet pas de nouer les relations nécessaires pour atteindre cet objectif. Malgré cela, la junte militaire et le parti conservateur qui gèrent la Grèce après leur victoire contre les communistes obtient de Paris l'expulsion de plusieurs intellectuels grecs, dont Melpo Axioti, vers la RDA. Elle est ainsi transférée à Dresde le 7 septembre 1950. Hormis un bref séjour en Pologne, elle restera à Berlin de 1950 à 1964. L'université Humboldt de Berlin-Est lui confie une chaire de grec moderne et d'histoire de littérature grecque contemporaine. Avec l'aide de l'écrivain Yannis Ritsos, son ami de longue date, elle obtient le document officiel qui lui permet de retourner à Athènes où elle meurt sept ans plus tard. Ses cendres seront rapatriées à Mykonos, lieu de sa naissance.

## Thèmes et écriture
Melpo Axioti a consciemment fait varier son style et la forme de ses récits en fonction des sujets qu'elle a été amenée à aborder. Bien que certains spécialistes qualifient ses écrits d'avant-guerre d'œuvres surréalistes, cette classification est réductrice. On peut considérer en revanche que Melpo Axioti a basé son écriture sur le rejet de la narration traditionnelle dans le roman grec. Ce rejet a pu prendre la forme tour à tour d'une prose poétique et d'une verve épique. L'une de ses récits les plus connus Vingtième siècle tranche avec les œuvres antérieures par sa forme proche du réalisme socialiste. L'auteur a présenté ce changement comme une libération qu'elle doit à son adhésion au marxisme et à son engagement dans la lutte pour la liberté. Cette influence aurait pu être durable et conduire Melpo Axioti à narrer le destin collectif du peuple grec plutôt que des destinées individuelles comme celle de l'héroïne de République-Bastille. Pourtant il n'en est rien et le choix d'écrire dans la langue de son pays d'accueil, incompréhensible pour les communistes grecs à qui elle doit rendre des comptes, est peut-être pour quelque chose dans le choix d'une écriture plus personnelle tournée vers les souvenirs.

Pour autant son réalisme sait devenir poétique sans pour autant quitter le domaine des objets familiers. Nous sommes assez loin en tout cas dans ce type de comparaison des expérimentations surréalistes qu'André Breton évoquait en citant Lautréamont :  la rencontre fortuite sur une table de dissection d'une machine à coudre et d'un parapluie. Le roman république-Bastille commence justement par une de ces analogies dont le roman fourmille afin de donner une certaine personnalité aux objets : 
« L'autobus est pressé. Comme un mulet il se cabre, il saute sur son derrière, il renifle, il saute encore, il s'élance et il s'en va. »
De la même manière que par le biais de comparaisons la prose de Melpo Axioti empreint l'inanimé de vie et la narration de subjectivité, les lieux sont également chargés d'une densité historique et affective : lieux de l'exil mais aussi lieux de l'origine. Ainsi dans Ma Maison, Melpo Axioti prend le contrepied des descriptions classiques de son île natale par les écrivains qui l'ont précédés (Lawrence Durell's dans The Greek Islands, par exemple) et sortant des clichés habituels portant sur la blancheur de ses places et de ses maisons, restitue dans les églises de Mykonos et dans ses moindres ruelles, la lutte séculaire de ses habitants pour gagner leur autonomie.
Enfin Melpo Axioti s'est distinguée dans la littérature grecque contemporaine pour avoir la première intégré de longs monologues intérieurs à la sa narration. Ces monologues ne sont pas sans rappeler celui de Molly dans l'Ulysse de James Joyce ou certaines pages de Virginia Woolf.

## Œuvre

### Romans
- Diskoles Nychtes, 1937 Nuits difficiles, traduit par Mireille Brugeas, Paris, Éditions de la Différence, coll. « Littérature étrangère », 2014  (ISBN 978-2-7291-2103-7)
- Thelete na chorepsume, Maria? (Voulez-vous danser, Marie ?), 1940
- Eikostos aionas, 1946 XXe siècle, traduit par Jean Darlet, Paris, La Bibliothèque française, 1949 (BNF 31745503)
- To spiti mou, 1965 Mon île, traduit par Lucile Arnoux-Farnoux, Paris, Cambourakis, coll. « Cambourakis poche », 2019  (ISBN 978-2-36624-419-9)
- République-Bastille, écrit vers 1949, publié en 2015 ; réédition, Paris, Éditions de la Différence, coll. « Littérature », 2016  (ISBN 978-2-7291-2189-1) ; réédition, Paris, Cambourakis, coll. « Cambourakis poche », 2018  (ISBN 978-2-36624-351-2)

### Poèmes
- Symptose (L'accident), Lon poème, 1939
- Kontrabando (Contrebande), 1959
- Poèmes (recueil de poèmes écrits en français vers 1948, paru en 2001)

### Recueil de nouvelles
- Syntrophoi Kalimera! (Camarades, Bonjour !), 1953

### Autre publication
- Kadmo, Textes en prose, Athènes, 1972